# هانس بيت فيلاند
هانس بيت فيلاند هو رسام سويسري، ولد في 11 يونيو 1867 في Mörschwil ‏ في سويسرا، وتوفي في 23 أغسطس 1945 في كرينز في سويسرا.